# Castillo de la Espluga
El Castillo de la Espluga es un monumento del municipio de Espluga de Francolí, Tarragona, Cataluña, España.

## Descripción
Este castillo se situaba en lo alto del pueblo y tenía seis torres cuadradas que defendían un gran patio de armas rodeado por las estancias del castillo. Quedan muy pocos restos del castillo de la Espluga. Por el lado del río, sobre la Fuente Baja, están los restos de dos torres (una reventada y la otra desmochada) y dos lienzos de muralla. Una de estas torres, la mejor conservada, aún conserva los grandes sillares esquineros de cantería. En la calle de los Almendros hay una puerta adintelada medio tapada por un trozo de muro, destinado a reforzar la construcción, y en el interior de algunas casas de la calle Castillo se encuentran fragmentos de paños de muro.

## Historia
En el municipio de Espluga de Francolí seguramente existían dos castillos, uno en Espluga soberana o superior y la inferior. Los restos de este castillo corresponderían a la Espluga inferior y estaría en manos de la orden de los hospitalarios. Durante los siglos XIV y XV se celebraron varios capítulos provinciales de esta orden. Fue volado en parte durante las guerras carlistas. A consecuencia de la desamortización de Mendizábal el castillo se parceló y se vendió para construir casas; sus piedras se aprovecharon para construir la iglesia nueva. En los años 1860 y 1880 se hicieron voladuras del castillo.